# Hutu
Hutu (Bahutu, wym. Hūtū) – grupa etniczna należąca do Bantu, zamieszkująca Rwandę (ok. 7,2 mln w 1995) i Burundi (ok. 5,3 mln w 1998). Mówią językiem baniaruanda z grupy bantu.
Pod koniec lat 90. stanowili 90% mieszkańców Rwandy i Burundi, należąc do zdominowanej warstwy wieśniaczej.

## Historia
Kolonizatorzy obszaru dzisiejszej Rwandy i Burundi (najpierw Niemcy, później Belgowie) wspierali lokalną władzę Tutsi (tradycyjnie pasterzy) wspomagając w zdobyciu przez nich dominacji nad Hutu (kastą rolników). W 1929 r. 20% wodzów plemiennych pochodziło z Hutu, podczas gdy w 1946 administracja belgijska zastąpiła wszystkich wodzów na pochodzących z Tutsi.
Pod koniec panowania belgijskiego, zezwolono na powstawanie partii politycznych o profilach etnicznych, popierając przy tym partie reprezentujące większość mieszkańców - tj. Hutu. W 1959 r. wybuchła wojna domowa o charakterze powstania chłopskiego Hutu przeciwko lokalnej arystokracji reprezentowanej przez Tutsi.
W późniejszym okresie konflikt przybrał postać kilku fal przemocy. W 1994-1995 na ich skutek zginęło w Rwandzie 1,2 mln ludzi (głównie Tutsi), a 4 mln Hutu wyemigrowało.

## Kultura
W tradycyjnych wierzeniach Hutu występuje wiara w Imana - antropomorficzny bóg-stwórca.